# Tilleul de Cieletniki
 (novembre 2018).
Si vous disposez d'ouvrages ou d'articles de référence ou si vous connaissez des sites web de qualité traitant du thème abordé ici, merci de compléter l'article en donnant les références utiles à sa vérifiabilité et en les liant à la section « Notes et références ».
Le tilleul de Cieletniki est le plus gros arbre de Pologne avec une circonférence de 10,50 m en 1998. Son âge est estimé à 500-550 ans. Ce tilleul est situé à côté de l'église de Cieletniki. 
Une ancienne légende raconte qu'il serait issu de 17 petits tilleuls qu'un bourgmestre aurait plantés côte à côte. Une étude a toutefois montré que l'arbre est constitué d'un tronc unique.
Le tilleul est protégé des visiteurs par une solide grille ce qui n'empêche pas la disparition de morceaux d'écorces qui, selon une croyance, pourraient guérir les dents malades.